# Districtshuis van Borgerhout
Het Districtshuis van Borgerhout is het voormalig gemeentehuis van Borgerhout, gelegen aan het Moorkensplein. Sinds de fusie in 1983 van Borgerhout met Antwerpen zetelt er enkel nog de districtraad.

## Architectuur
Het gebouw werd tussen 1886 en 1889 door de gebroeders Leonard en Henri Blomme opgetrokken in Vlaamse neorenaissancestijl en werd in 1975 beschermd als monument. Het is uitgerust met een beiaard.
Het beeldhouwwerk in het interieur werd onder meer gemaakt door de Nederlander Alfons Baggen.

## Functie
Benevens de zittingen van het districtscollege en de werking van de administratieve diensten, vinden in het districtshuis ook culturele activiteiten plaats zoals optredens en tentoonstellingen.
- Library of Congress Control Number: n95115304
- Inventaris van het Bouwkundig Erfgoed (Vlaanderen): 11208
- Virtual International Authority File: 152606481